# Hikmet Temel Akarsu

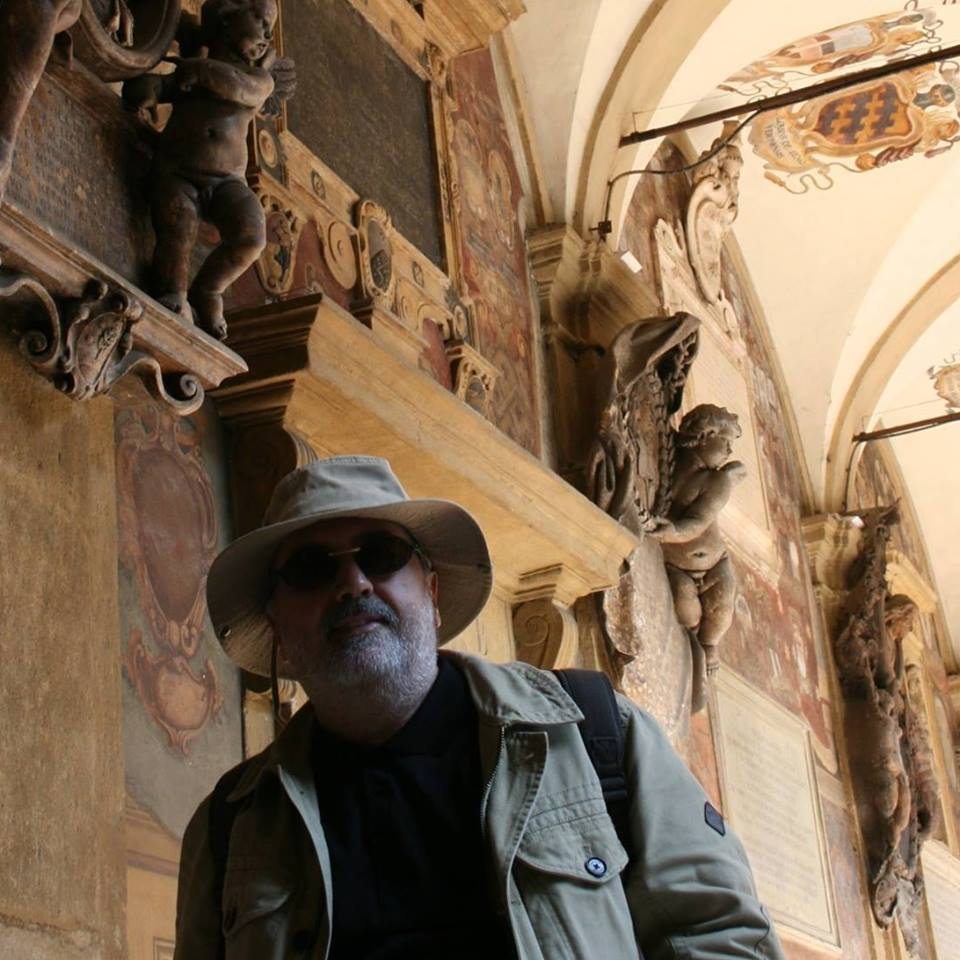
Hikmet Temel Akarsu (2014)

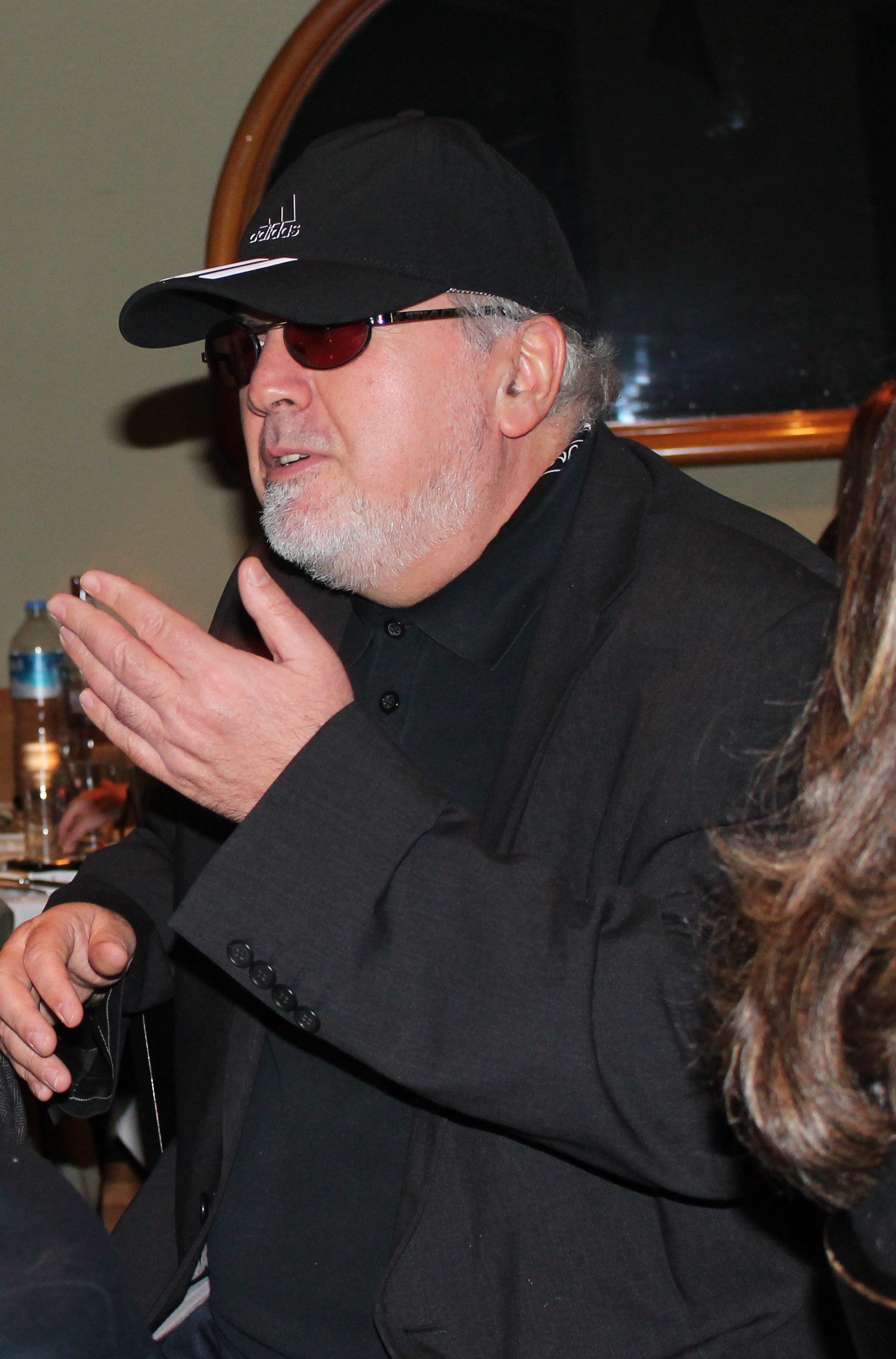
Hikmet Temel Akarsu (2019)

Hikmet Temel Akarsu (Gümüşhane, 1960 – ) török regény-, novella- és szatíraíró, dramaturg.
1960-ban született Gümüşhane településén. Kilencéves korában családjával együtt Isztambulba költözött. Az Isztambuli Műszaki Egyetemen végzett. Miután építészeti szakmájának mindig is a szellemi oldalát részesítette előnyben, így élete álma, az írói hivatás felé fordult. Írói munkássága az irodalom szinte minden műfajára kiterjed, így regényeket, novellákat, esszéket, cikkeket, kritikákat, színdarabokat és forgatókönyveket egyaránt magába foglal.
Nemcsak sorozatregényei, hanem szatírái és a kritikái is visszhangra leltek. Törökország nehéz éveiről szóló regényei búskomor hangulatot hagytak az olvasói emlékezetben. Az olyan új sorozatregényeit, mint a Kayıp Kuşak (Elveszett Generáció), az İstanbul Dörtlüsü (Isztambuli négyes) és az Ölümsüz Antikite (Halhatatlan Antikvitás) meghatározó kiadók révén ismerhette meg a közönség.
A Varlık (Lét), Gösteri (Előadás), Notos, Radikal Kitap (Szélsőséges könyv), Cumhuriyet Kitap (Köztársaság könyv), Birgün Kitap (Egynapos Könyv), Yasak Meyve (Tiltott gyümölcs), Sıcak Nal (Forró patkó), Roman Kahramanları (Regényhősök) című írásai különféle folyóiratokban láttak napvilágot. A Babalar ve Kızları (Apák és lányai) című novelláját 2005-ben az İnkılap Kiadó, a Dekadans Geceleri (Dekadens Éjek) címűt 2008-ban a Varlık Kiadó, míg a Şairlerin Barbar Sofraları (Az írók barbar asztaltársasága) címűt 2014-ben a Doğan Könyvház adta ki.
Az első ifjúsági könyvét a Can Kiadóház 2006-ban Güzelcamlı’nın Kayıp Panteri (Güzelçamlı elveszett párduca) címmel adta ki.
A Taşhan (Kővár) című rádiójátékot 2006 júliusában a TRT Radyo 1 nyolc részletben sugározta.
Ömer Seyfettin Asilzadeler című novellájából írt színdarab 2008 – 2009 közt az Antalyai Állami Színház állította színpadjára.
Özgürlerin Kaderi (A szabadok sorsa) című történelmi regényét 2008-ban a Nefti Kiadóház, a Nihilist (Nihilista-2010) és a Konstantinopolis Kalılarında (Konstantinápoly kapuiban – 2012) címűt pedig a Doğan Kiadó jelentette meg.
Egy ideig a Regényhősök folyóirat kiadói koordinátori tisztségét töltötte be. Az építészeti románcnak nevezett naiv novelláit az 1984 Kiadóház adja ki.
A Pen Club, a Törökország Írói Szakszervezete és az Építész Kamara tagja.

## Művei

### Regényei
- Aleladelik Çağı (Középszerűség kora – regény) – Kayıp Kuşak 1 (Elveszett generáció 1 – İnkılap Kiadó) (1989)
- Çaresiz Zamanlar (Menthetetlen idők – regény) – Kayıp Kuşak 2 1 (Elveszett generáció 2 – İnkılap Kiadó)(1992)
- Yeniklerin Aşkı (A legyőzöttek szerelme – regény) – Kayıp Kuşak 3 (Elveszett generáció 3 – İnkılap yayınları)(1991)
- Sevgili Superi (A kedvesek legjobbika – regény) – Kayıp Kuşak 4 (Elveszett generáció 4 – İnkılap Yayınları) (1988)
- Kaybedenlerin Öyküsü (Az elveszettek novellája) – İstanbul Dörtlüsü 1 (Isztambuli négyes 1. – İnkılap Yayınları) (1998)
- İngiliz (Az angol) – İstanbul Dörtlüsü 2 (Isztambuli négyes 2. – İnkılap Yayınları)(1999)
- Küçük Şeytan (A kis sátán) – İstanbul Dörtlüsü 3 (Isztambuli négyes 3 – İnkılap Yayınları)(1999)
- Media (Média) – İstanbul Dörtlüsü 4 (Isztambuli négyes – İnkılap Yayınları)(2000)
- Aseksüel Koloni ya da Antiope (Aszexuális kolónia avagy Antiopé)- Ölümsüz Antikite 1 (HAlhatatlan antikvitás – Telos Kiadó)(2002)
- Siber Tragedya ya da İphigeneia (Kibertragédia avagy Iphigeneia) – Ölümsüz Antikite 2 (Halhatatlan antikvitás 2 – Telos Kiadó)(2003)
- Casus Belli ya da Helena (Casus Belli avagy Helena) – Ölümsüz Antikite 3 (Halhatatlan antikvitás 3 – Telos Kiadó)(2003)
- Özgürlerin Kaderi (A szabadok sorsa – Nefti Kiadó)(2008)
- Nihilist (Reddedilenlerin Risaleleri) (Nihilista – A megtagadottak könyvei) – (Doğan Kiadó) (2010)
- Konstantinopolis Kapılarında (Konstantinápoly kapuiban) – Doğan Kiadó (2012)
- Symi’de Aşk (Szerelem Szímiben) – 1984 Kiadó (2017)(Novella)
- Sozopol’de Sonyaz (A utolsó nyár Sozopolban) – 1984 Kiadó (2018) (Novella)

### Novelláskötetei
- Babalar ve Kızları (Apák és lányai) – Novella (İnkılap Kiadó)(2005)
- Dekadans Geceleri (Dekadens éjek) – Novella (Varlık Kiadó)(2008)
- Şairlerin Barbar Sofraları (Az írók barbár asztaltársasága – Doğan Kiadó)(2013)

### Esszék, tanulmányok, emlékirat
- Bağdat Caddesi (Bagdad út) – Deneme (Esszé – Heyamola Kiadó)(2010)
- Selanik ve Kavala Bölgesindeki Osmanlı Türk Mimari Mirası (Thesszaloniki és Kavala vidékén oszmán-török építészeti örökség) – (Kültür Köprüleri 1 – A kultúra hídjai 1)
- KÜV Kiadványok (2016)(Nevnihal Erdoğannal, Seda Kaplannal és Meltem Ezel Çırpıval együtt)
- Üsküp ve Ohri Bölgesindeki Osmanlı Türk Mimari Mirası (Skopje és Ohrid vidékén oszmán-török építészeti örökség) – (Kültür Köprüleri 2 – A kultúra hídjai 2)
- KÜV Kiadványok (2016)(Nevnihal Erdoğannal és Belma Alikkal együtt)
- Edebiyatta Mimarlık (Építészet az irodalomban – 2016) – (Nevnihal Erdoğannal együtt)(YEM)
- Gelenekten Cittaslow’a Taraklı (Taraklı a hagyományoktól a Cittaslowig) – (Nevnihal Erdoğannal együtt) Verita Kiadó (2018)
- Mimar Gözüyle Gelibolu (Gallipoli az építész szemével) – (Nevnihal Erdoğannal együtt)Verita Kiadó (2019)

### Gyermekkönyvei
- Güzelçamlı’nın Kayıp Panteri (Güzelçamlı elveszett párduca) – Novella – Ifjúsági (Can Kiadó)(2005)
- Çevreci Peri (A keretező tündér) – Mese (Çevreci Peri Masalları:1 – A környezetvédő tündér meséi:1) (Çizmeli Kedi – Csizmás Kandúr Kiadó)(2010)
- İlham Perisi (Múzsa) – Mese (Çevreci Peri Masalları:II – A környezetvédő tündér meséi:II) (Çizmeli Kedi – Csizmás Kandúr Kiadó)(2011)
- Uzaylı Peri (A világűr tündére) – Mese (Çevreci Peri Masalları:III – A környezetvédő tündér meséi: III) (Çizmeli Kedi – Csizmás Kandúr Kiadó)(2011)
- Sultan Peri (A tündérszultán) – Mese (Çevreci Peri Masalları: IV – A környezetvédő tündér meséi: IV)(Çizmeli Kedi – Csizmás Kandúr)(2013)
- Çevreci Dede: 1 Yaklaşan Tehlike (A keretező nagyapa 1: Közeledő veszély) – Regény (Doğan Egmont)(2013)
- Şapşal Şirinler Olimpiyat Yolunda (A kótyagos törpék az olimpiai úton) – Novella (Çizmeli Kedi – Csizmás Kandúr Kiadó)(2014)
- Çevreci Dede: 2 Kış Oyunları (A környezetvédő nagyapa 2: Téli játékok) – Regény (Doğan Egmont)(2014)
- Birleşmiş Melekler (Az összenőtt angyalok) – Novella (Çizmeli Kedi – Csizmás Kandúr)(2016)
- Çevreci Dede: 3 Çocuklar Dünyayı Kurtarabilir (A környezetvédő nagyapa 3: A gyermekek meg tudják védeni a világot) – Regény (Doğan-Egmont)(2016)

### Repertoárba vett színdarabjai
- Yazar Ajanı (Az író ügynöke) – színdarab (3 felvonás) (Állami Színházak)
- Asilzadeler (Asilzadék) – színdarab (3 felvonás) (Ömer Seyfettintől színpídra írva) (Állami Színházak) (Az Antalyai Állami Színház színpadra állította)
- Ekodekalog – színdarab (3 felvonás) (Állami Színházak)
- Osmanlı Sefiri (Az oszmánok követe) – színdarab (3 felvonás) (Állami Színházak)
- Çevreci Dede (A környezetvédő nagyapa – gyermekszíndarab (3 felvonás) (Állami Színházak)
- Çariçenin Fendi (A cárnő fortélya – színdarab (3 felvonás) (Állami Színházak)
- Malazgirt: Özgürlerin Kaderi (Manzikert: A szabadok sorsa) – színdarab (4 felvonás) (Állami Színházak)
- Yurtdışı Sevdası (A külföld rajongása) – színdarab (4 felvonás) (Állami Színházak)
- Taşhan (Kővár) – színdarab (4 felvonás) (Állami Színházak)
- Tarihçiler (Telolojik Dörtlü 1) (Történészek – Teológiai négyes 1.) – tragédia (3 felvonás) (Állami Színházak)
- Vandallar (Teolojik Dörtlü 2) (Vandálok – Teológiai négyes 2.) – tragédia (3 felvonás) (Állami Színházak)
- Ruhbanlar (Teolojik Dörtlü 3) (Klérus – Teológiai négyes 3) – tragédia (3 felvonás) (Állami Színházak)
- Müridler (Teolojik Dörtlü 4) (Dervisek – Teológiai négyes 4.)- tragédia (3 felvonás) (Állami Színházak)
- Yanarım Aşkın Oduna Düşüben (Szerelembe esve égek el) – musical (4 felvonás) (Állami Színházak)
- Özgürlük Başka Yerde (A szabadság máshol van) – színdarab (2 felvonás) (Állami Színházak)

### Repertoárba vett rádiójátékai
- Çalınan Tez (Lopott tézis) – rádiójáték (TRT) (sugárzott – TRT Radyo 1)
- Taşhan (Kővár) – Arkası Yarın (TRT) (Nyolc részletben sugárzott – TRT Radyo 1- Arkası Yarın)
- Yurtdışı Sevdası (A külföld rajongása) – Arkası Yarın (TRT) (Nyolc részletben sugárzott – TRT Radyo 1- Arkası Yarın)

### Könyvben megjelent színdarabjai
- Osmanlı Sefiri (Az oszmán követ) – Zenés komédia, 3 felvonás / Küçük Kiadó (2017)
- Çariçenin Fendi (A cárnő fortélya) – Történelmi komédia, 3 felvonás / Küçük Kiadó (2017)
- Yunus Emre: yanarım Aşkın Oduna Düşüben (Yunus Emre: Szerelembe esve égek el) – Zenés színdarab / 4 felvonás / Küçük Kiadó (2018)
- Malazgirt: Özgürlerin Kaderi (Manzikert: a szabadok sorsa) – Történelmi színdarab – 4 felvonás / Küçük Kiadó (2018)
- Teolojik Dörtlü (Teológiai négyes) – Tarihçiler/Vandallar/Ruhbanlar/Müridler (Történészek/Vandálok/Klérus/Dervisek) -4 tragédia/ Küçük Kiadó (2018)
- Rant Rezidans (Járadék rezidencia) – Yazar Ajanı (Az író ügynöke)/Ekodekalog/Rant Rezidans (Járadék rezidencia)- 3 színdarab / Küçük Kiadó (2019)
- Yurtdışı Sevdası (A külföld rajongása) – Yurtdışı Sevdası (A külföld rajongása) / Taşhan (Kővár) /Özgürlük Başka yerde (A szabadság máshol van) -3 színdarab / Küçük Kiadó (2019)

## Fordítás
- Ez a szócikk részben vagy egészben  a   Hikmet Temel Akarsu című török Wikipédia-szócikk ezen változatának fordításán alapul.  Az eredeti cikk szerkesztőit annak laptörténete sorolja fel. Ez a jelzés csupán a megfogalmazás eredetét és a szerzői jogokat jelzi, nem szolgál a cikkben szereplő információk forrásmegjelöléseként.